# Міністр оборони Італії
Міністр оборони (італ. Ministro della Difesa) є членом кабінету міністрів Італії, який очолює міністерство оборони. Міністр відповідає за питання військової та цивільної оборони та управління збройними силами Італії.
Першим військовим міністром був Манфредо Фанті, генерал королівської італійської армії, а першим міністром оборони був Луїджі Гаспаротто, член Демократичної партії праці.
Нинішнім міністром є Гвідо Крозетто, член партії «Брати Італії», який обіймає посаду міністра оборони з 22 жовтня 2022 року.

## Список міністрів оборони
| Портрет                                         | Ім'я (роки життя)                      | Каденція          | Каденція          | Партія | Партія                                                    | Уряд                                     | Примітки                                         |
| Портрет                                         | Ім'я (роки життя)                      | Початок терміну   | Кінець терміну    | Партія | Партія                                                    | Уряд                                     | Примітки                                         |
| ----------------------------------------------- | -------------------------------------- | ----------------- | ----------------- | ------ | --------------------------------------------------------- | ---------------------------------------- | ------------------------------------------------ |
|                                                 | Луїджі Гаспаротто (1873–1954)          | 4 лютого 1947     | 31 травня 1947    |        | Демократична партія праці                                 | Де Гаспері III                           | [ 2 ]                                            |
|                                                 | Маріо Чинголані (1883–1971)            | 31 травня 1947    | 15 грудня 1947    |        | Християнсько-демократична партія                          | Де Гаспері IV                            | [ 3 ]                                            |
|                                                 | Чіпріано Факкінетті (1889–1952)        | 15 грудня 1947    | 23 травня 1948    |        | Італійська республіканська партія                         | Де Гаспері IV                            | [ 3 ]                                            |
|                                                 | Рандольфо Пачкарді (1899–1991)         | 23 травня 1948    | 16 липня 1953     |        | Італійська республіканська партія                         | Де Гаспері V·VI·VII                      | [ 4 ] [ 5 ] [ 6 ]                                |
|                                                 | Джузеппе Кодаччі Пізанеллі (1913–1999) | 16 липня 1953     | 17 серпня 1953    |        | Християнсько-демократична партія                          | Де Гаспері VIII                          | [ 7 ]                                            |
|                                                 | Пол Еміліо Тавіані (1912–2001)         | 17 серпня 1953    | 1 липня 1958      |        | Християнсько-демократична партія                          | Пелла Фанфані I Шельба Сеньї I Дзола     | [ 8 ] [ 9 ] [ 10 ] [ 11 ] [ 12 ]                 |
|                                                 | Антоніо Сеньї (1891–1972)              | 1 липня 1958      | 15 лютого 1959    |        | Християнсько-демократична партія                          | Фанфані II                               | [ 13 ]                                           |
|                                                 | Джуліо Андреотті (1919–2013)           | 15 лютого 1959    | 23 лютого 1966    |        | Християнсько-демократична партія                          | Сеньї II Тамброні Фанфані III·IV Леоне I | [ 14 ] [ 15 ] [ 16 ] [ 17 ] [ 18 ] [ 19 ] [ 20 ] |
| Моро I·II                                       | Джуліо Андреотті (1919–2013)           | 15 лютого 1959    | 23 лютого 1966    |        | Християнсько-демократична партія                          |                                          | [ 14 ] [ 15 ] [ 16 ] [ 17 ] [ 18 ] [ 19 ] [ 20 ] |
|                                                 | Роберто Тремеллоні (1900–1987)         | 23 лютого 1966    | 24 червня 1968    |        | Італійська демократична соціалістична партія              | Моро III                                 | [ 21 ]                                           |
|                                                 | Луїджі Гуй (1914–2010)                 | 24 червня 1968    | 27 березня 1970   |        | Християнсько-демократична партія                          | Леоне II                                 | [ 22 ] [ 23 ] [ 24 ]                             |
| Румор I                                         | Луїджі Гуй (1914–2010)                 | 24 червня 1968    | 27 березня 1970   |        | Християнсько-демократична партія                          |                                          | [ 22 ] [ 23 ] [ 24 ]                             |
| Румор II                                        | Луїджі Гуй (1914–2010)                 | 24 червня 1968    | 27 березня 1970   |        | Християнсько-демократична партія                          |                                          | [ 22 ] [ 23 ] [ 24 ]                             |
|                                                 | Маріо Танасі (1918–2007)               | 27 березня 1970   | 17 лютого 1972    |        | Італійська демократична соціалістична партія              | Румор III Коломбо                        | [ 25 ] [ 26 ]                                    |
| Файл:Franco Restivo (politician, born 1911).jpg | Франко Рестіво (1911–1976)             | 17 лютого 1972    | 26 червня 1972    |        | Християнсько-демократична партія                          | Андреотті I                              | [ 27 ]                                           |
|                                                 | Маріо Танасі (1918–2007)               | 26 червня 1972    | 14 березня 1974   |        | Італійська демократична соціалістична партія              | Андреотті II                             | [ 28 ] [ 29 ]                                    |
| Румор IV                                        | Маріо Танасі (1918–2007)               | 26 червня 1972    | 14 березня 1974   |        | Італійська демократична соціалістична партія              |                                          | [ 28 ] [ 29 ]                                    |
|                                                 | Джуліо Андреотті (1919–2013)           | 14 березня 1974   | 23 листопада 1974 |        | Християнсько-демократична партія                          | Румор V                                  | [ 30 ]                                           |
|                                                 | Арнальдо Форлані (1925—2023)           | 23 листопада 1974 | 29 липня 1976     |        | Християнсько-демократична партія                          | Моро IV·V                                | [ 31 ] [ 32 ]                                    |
|                                                 | Віктор Лактанцій (1926–2010)           | 29 липня 1976     | 18 вересня 1977   |        | Християнсько-демократична партія                          | Андреотті III                            | [ 33 ]                                           |
|                                                 | Аттіліо Руффіні (1925–2011)            | 18 вересня 1977   | 14 січня 1980     |        | Християнсько-демократична партія                          | Андреотті III·IV·V Коссіґа I             | [ 33 ] [ 34 ] [ 35 ] [ 36 ]                      |
|                                                 | Адольфо Сарті (1928–1992)              | 14 січня 1980     | 4 квітня 1980     |        | Християнсько-демократична партія                          | Коссіґа II                               | [ 37 ]                                           |
|                                                 | Леліо Лагоріо (1925–2017)              | 4 квітня 1980     | 4 серпня 1983     |        | Італійська соціалістична партія                           | Коссіґа II Форлані                       | [ 37 ] [ 38 ] [ 39 ] [ 40 ] [ 41 ]               |
| Спадоліні I·II Фанфані V                        | Леліо Лагоріо (1925–2017)              | 4 квітня 1980     | 4 серпня 1983     |        | Італійська соціалістична партія                           |                                          | [ 37 ] [ 38 ] [ 39 ] [ 40 ] [ 41 ]               |
|                                                 | Джованні Спадоліні (1925–1994)         | 4 серпня 1983     | 18 квітня 1987    |        | Італійська республіканська партія                         | Краксі I·II                              | [ 42 ] [ 43 ]                                    |
|                                                 | Ремус Гаспарі (1921–2011)              | 18 квітня 1987    | 29 липня 1987     |        | Християнсько-демократична партія                          | Фанфані IV                               | [ 17 ]                                           |
|                                                 | Валеріо Заноне (1936–2016)             | 29 липня 1987     | 22 липня 1989     |        | Італійська ліберальна партія                              | Горіа Де Міта                            | [ 44 ] [ 45 ]                                    |
|                                                 | Міно Мартінаццолі (1931–2011)          | 22 липня 1989     | 27 липня 1990     |        | Християнсько-демократична партія                          | Андреотті VI                             | [ 46 ]                                           |
|                                                 | Вірджиніо Роньоні (1924–2022)          | 27 липня 1990     | 28 червня 1992    |        | Християнсько-демократична партія                          | Андреотті VI·VII                         | [ 46 ] [ 47 ]                                    |
|                                                 | Салво Андо (born 1945)                 | 28 червня 1992    | 28 квітня 1993    |        | Італійська соціалістична партія                           | Амато I                                  | [ 48 ]                                           |
|                                                 | Фабіо Фаббрі (нар. 1933)               | 28 квітня 1993    | 10 травня 1994    |        | Італійська соціалістична партія                           | Чампі                                    | [ 49 ]                                           |
|                                                 | Чезаре Превіті (born 1934)             | 10 травня 1994    | 17 січня 1995     |        | Вперед, Італіє                                            | Берлусконі I                             | [ 50 ]                                           |
|                                                 | Домінік Корчоне (1929–2020)            | 17 січня 1995     | 17 травня 1996    |        | Незалежний політик                                        | Діні                                     | [ 51 ]                                           |
|                                                 | Беньяміно Андреатта (1928–2007)        | 17 травня 1996    | 21 жовтня 1998    |        | Італійська народна партія                                 | Проді I                                  | [ 52 ]                                           |
|                                                 | Карло Сконьямільо (нар. 1944)          | 21 жовтня 1998    | 22 грудня 1999    |        | Демократичний союз за республіку                          | Д'Алема I                                | [ 53 ]                                           |
|                                                 | Серджо Матарелла (нар. 1941)           | 22 грудня 1999    | 11 червня 2001    |        | Італійська народна партія                                 | Д'Алема II Амато II                      | [ 54 ] [ 55 ]                                    |
|                                                 | Антоніо Мартіно (1942–2022)            | 11 червня 2001    | 17 травня 2006    |        | Вперед, Італіє                                            | Берлусконі II·III                        | [ 56 ] [ 57 ]                                    |
|                                                 | Артуро Парізі (нар. 1940)              | 17 травня 2006    | 8 травня 2008     |        | Маргаритка: Демократія — це свобода / Демократична партія | Проді II                                 | [ 58 ]                                           |
|                                                 | Іньяціо Ла Русса (нар. 1947)           | 8 травня 2008     | 16 листопада 2011 |        | Народ свободи                                             | Берлусконі IV                            | [ 59 ]                                           |
|                                                 | Джампаоло ді Паола (нар. 1944)         | 16 листопада 2011 | 28 квітня 2013    |        | Незалежний політик                                        | Монті                                    | [ 60 ]                                           |
|                                                 | Маріо Мауро (нар. 1961)                | 28 квітня 2013    | 22 лютого 2014    |        | Громадянський вибір                                       | Летта                                    | [ 61 ]                                           |
|                                                 | Роберта Пінотті (нар. 1961)            | 22 лютого 2014    | 1 червня 2018     |        | Демократична партія                                       | Ренці Джентілоні                         | [ 62 ] [ 63 ]                                    |
|                                                 | Елізабет Трента (нар. 1967)            | 1 червня 2018     | 5 вересня 2019    |        | Рух п'яти зірок                                           | Конте I                                  | [ 64 ]                                           |
|                                                 | Лоренцо Геріні (нар. 1966)             | 5 вересня 2019    | 22 жовтня 2022    |        | Демократична партія                                       | Конте II Драґі                           | [ 65 ] [ 66 ]                                    |
|                                                 | Гвідо Крозетто (нар. 1963)             | 22 жовтня 2022    | Нині на посаді    |        | Брати Італії                                              | Мелоні                                   | [ 1 ]                                            |